# Cristóvão I de Tirariche
Cristóvão I de Tirariche (em armênio/arménio: Քրիստափոր Ա Տիրառիջցի; romaniz.: Kristapor Tirariǰtsi; m. 545) foi católico de 539 a 545. Nasceu na vila de Tirariche, no cantão de Bagrauandena, na província de Airarate. Sucedeu em 539 o católico Isaque II. Fiel aos princípios do Primeiro Concílio de Dúbio de 506, morreu em 545 e foi sucedido no trono catolicossal por Leôncio de Erraste.